# Dotyk bezpośredni
Dotyk bezpośredni – dotknięcie przez człowieka lub zwierzę części czynnych, które w normalnych warunkach pracy urządzenia elektrycznego są pod napięciem. 
Dotknięcie części czynnych, może być przyczyną wypadku porażenia prądem elektrycznym. Do ochrony przed dotykiem bezpośrednim stosuje się:  izolowanie części czynnych, umieszczanie ich poza zasięgiem ręki, bariery i obudowy ochronne. 